# سیارک ۳۴۶
سیارک ۳۴۶ (به انگلیسی: 346 Hermentaria، نامگذاری:1892P) سیصد و چهل و ششمین سیارک کشف شده‌است که در ۲۵ نوامبر ۱۸۹۲ و در نیس کشف شد.
قدر مطلق سیارک برابر ۷٫۱۳ است.